# Jerzy Rajmund Vargas González
Jerzy Rajmund Vargas González, hiszp. Jorge Vargas González (ur. 28 września 1899 w Ahualulco, zm. 1 kwietnia 1927 w Guadalajarze) – meksykański błogosławiony Kościoła rzymskokatolickiego.

## Życiorys
Urodził się 28 września 1899 roku. Jego bratem był Rajmund González. Razem wstąpili do Katolickiego Stowarzyszenia Młodzieży ACJM i razem zostali zabici 1 kwietnia 1927 roku.
Zostali też razem beatyfikowani przez papieża Benedykta XVI 20 listopada 2005 roku w grupie trzynastu męczenników meksykańskich.